# Acefalía del Ejecutivo (Chile)
La Acefalía del Poder Ejecutivo es la denominación de un periodo histórico chileno, comprendido entre el 7 y el 24 de diciembre de 1829, cuando no existió en Chile un gobierno formal que pudiera ser reconocido como tal. Aunque hay versiones de Historiadores que dicen que tal acefalia no era efectiva ya que para negociar la paz existía el Senado al mando de la fuerza Armada.
El 7 de diciembre había sido capturado en La Serena el gobierno presidido por el Presidente del Senado, Francisco Ramón Vicuña y el 24 de diciembre asumió la Junta, elegida el 22 de ese mes, formada por José Tomás Ovalle, Isidoro Errázuriz y Pedro Trujillo.